# 레온 드라이자이틀
레온 팀 드라이자이틀(독일어: Leon Tim Draisaitl, 독일어 발음: [ˈleːɔn ˈdʁaɪ̯ˌzaɪ̯tl̩] ( 듣기), 1995년 10월 27일~)은 독일의 아이스하키 선수로 포지션은 센터와 레프트윙이다. 현재 내셔널 하키 리그(NHL)의 에드먼턴 오일러스 소속으로 뛰고 있다. 독일의 유소년 클럽에서 아이스하키를 시작했으며, 캐나디안 하키 리그(CHL)의 프린스 앨버트 레이더스에게 전체 2위로 지명을 받고 북아메리카로 건너갔다. 2시즌 동안 CHL에서 활동하다가 2014년 NHL 드래프트에서 전체 3위로 에드먼턴 오일러스에게 지명을 받았다. 이는 2020년의 팀 슈튀츨레와 함께 가장 높은 순위로 NHL에 지명된 독일 선수 기록이다. 2020년에 독일 선수로는 최초로 NHL 득점왕상인 아트 로스 트로피, 정규 리그 MVP 상인 하트 메모리얼 트로피, 선수 선정 최우수상인 테드 린지 상을 받았다.
독일 아이스하키 국가대표팀의 일원으로 활동하며, 세계 아이스하키 선수권 대회에 5회 참가했다. 아버지인 페터 드라이자이틀도 독일 국가대표팀 선수로 활동했다.

## 개인사
2018년 캐나다의 배우인 셀레스트 데자르댕과 연인 관계가 되었으며 2024년 7월에 약혼을 발표했다.